# 영녀
"영녀"는 1979년에 개봉한 대한민국의 영화이다.

## 캐스팅
- 남궁원 : 강 박사 역
- 고은아
- 유지인
- 유장현
- 엄유신
- 방수일
- 장정국
- 김기범
- 강계식
- 이정애
- 양춘
- 김승남
- 나갑성
- 박부양
- 안진수
- 오보영
- 유송이